# Begonia hondurensis
Espèce
Begonia hondurensis est une espèce de plantes de la famille des Begoniaceae. L'espèce fait partie de la section Weilbachia. Elle a été décrite en 1999 par Utley - Kathleen Burt-Utley et John F. Utley.

## Répartition géographique
Cette espèce est originaire du pays suivant : Honduras.